# Lijst van personages uit Samson en Gert
Dit is een lijst van personages uit de televisieserie Samson en Gert.

## Hoofdpersonages

### Samson
Samson is de hond van Gert. Samson spreekt niet zo heel goed Nederlands, zo spreekt hij het woord probleem vaak uit als plobreem of zegt hij zwaluwachtig in plaats van zenuwachtig. Veel moeilijke woorden begrijpt hij niet of spreekt hij verkeerd uit. Ook namen van personen spreekt hij vaak verkeerd uit, zo noemt hij Octaaf De Bolle meneer De Raaf, Jeannine De Bolle mevrouw Praline, De afgevaardigde van de minister De gevaarlijke van de Verkwister, meneer Van Leemhuyzen meneer Van Veel-Luizen en Albert Vermeersch (Alberto Vermicelli) meneer Spaghetti. Volgens de vaste eindmelodie van de serie is hij 'ondeugend'. In werkelijkheid is hij heel braaf en soms zelfs moraliserend, bijvoorbeeld wanneer een van de personages een ander beet wil nemen.
Tot twee dagen voor de opnames van de eerste presentatie op TV1 zou het hondje Bob gaan heten. Danny Verbiest vond het echter geen goede naam. Op aanraden van zijn toenmalige echtgenote werd het hondje Samson genoemd, naar de Bijbelse figuur Simson of Samson met de wilde haardos.

### Gert
Gert is het enige volwassen personage in de reeks dat geen beroep lijkt te hebben, al wordt dit nooit zo vermeld. Hij komt over als een vrij intelligente man en weet zijn vrienden en Samson geregeld op hun fouten te wijzen, soms zelfs tot op het irritante af. Gert is verliefd op Marlèneke, maar moet in de weg naar haar hart steeds weer trachten op te boksen tegen de succesvolle carrièreman Jean-Louis Michel. Hij noemt zijn liefdesrivaal steevast een "prullenvent" en kan het niet uitstaan wanneer iemand diens naam uitspreekt. Hoewel Gert weigert dit in te zien, gaat Marlènes voorkeur naar Jean-Louis Michel uit en gebruikt ze Gert enkel wanneer Jean-Louis Michel geen tijd voor haar kan vrijmaken of wanneer er vervelende klusjes moeten worden opgeknapt.

#### Trivia
- Gert spreekt Albert Vermeersch altijd aan met "Albert", tot grote ergernis van Albert, die als Albertó aangesproken wil worden.
- Wanneer Gert iets vervelends meemaakt spreekt hij steevast de catchphrases Ja, lap zeg! en 't Is niet waar hè?! uit.

## Op het gemeentehuis

### Meneer de burgemeester
Meneer de Burgemeester, echte naam Modest, is de burgemeester van het dorp. Over zijn politieke denominatie is niets bekend. Hij bevindt zich bijna altijd in zijn kantoor in het gemeentehuis. Zijn hobby is het lijmen van vliegtuigjes. Hij doet dat vaak onder werktijd, en vertelt de anderen dan meestal dat hij met een belangrijk dossier bezig is. Hij is dan ook de voorzitter van de modelvliegtuigbouwclub De lustige klevers.
Bij feestelijke gelegenheden houdt de burgemeester graag een toespraak. Deze catchphrase luidt steevast: Aan allen die gekomen zijn: proficiat! Aan allen die niet gekomen zijn: .... ook proficiat! Meestal kent het publiek deze uitspraak echter al en zeggen ze tot zijn grote ergernis: Ook proficiat! in zijn plaats. Ook spreekt hij de andere personages altijd aan met hun achternaam, behalve Samson, Gert, Sofie en Marie.

### Sofie
Sofie is het nichtje van meneer de burgemeester en komt af en toe bij hem over de vloer. Ze is een schoolgaande tiener die houdt van grappen, stoere jongens en muziek. In dat opzicht vertoont ze aardig wat gelijkenissen met Miranda De Bolle.
Sofie spreekt de burgemeester steeds aan met Nonkeltje. Samson noemt haar Koffie.

### Eugene Van Leemhuyzen
In de vroege seizoenen van de serie was Eugène Van Leemhuyzen, de secretaris van meneer de burgemeester, een onzichtbaar personage dat enkel vermeld werd in telefoongesprekken tussen Gert en/of de burgemeester. Sinds 1998 verscheen hij echter als vast personage in beeld.
Van Leemhuyzen is een grappenmaker. Hij is een erg enthousiaste en vrolijke man die echter geregeld ruzie heeft met de burgemeester, onder meer omdat hij vaak neuspeutert en domme dingen doet. Hij is getrouwd met Célestine.

### De afgevaardigde van de minister
De afgevaardigde van de minister komt geregeld bij de burgemeester over de vloer om hem een bepaalde opdracht te geven of om simpelweg zijn beleid helemaal af te kraken. Meestal is hij erg knorrig en bazig en werkt hij continu zijn frustraties uit op de burgemeester, waardoor die een zekere angst voor hem heeft. De burgemeester reageert dan ook steeds erg zenuwachtig wanneer de afgevaardigde aankondigt dat hij zal langskomen. Het valt op dat de afgevaardigde achter elke bevestigende zin Niewaar? zegt. Hij is steeds gekleed in een formeel kostuum en heeft altijd een koffertje met dossiers bij zich.

## Familie De Bolle

### Octaaf De Bolle
Octaaf De Bolle is een personage dat bij aanvang van de derde jaargang in september 1992 voor het eerst in de serie verscheen, samen met zijn dochter Miranda. Ze werden de nieuwe buren van Samson en Gert na het vertrek van Joop Mengelmoes. Nadat Miranda uit beeld verdween, maakte halverwege de vierde jaargang mevrouw Jeaninne, de moeder van Octaaf, haar intrede. Zowel de moeder van Miranda als de vader van Octaaf verschenen nooit in beeld.
Octaaf is een opschepperige man die zichzelf de ene specialiteit na de andere toekent. Dit leidt tot zijn gekende catchphrase: "Dat is nu toevallig één van mijn specialiteiten. Mijn Miranda zegt dat ook altijd: Pa, zegt ze, zoals jij kan (...) zo, ja, zo (...) ik, hè?".
Aanvankelijk werkte Octaaf in een grootwarenhuis, waar hij zijn baas geregeld hoofdpijn bezorgde door zijn vele vergissingen bij het invullen van bestelbonnen. Kort nadat mevrouw Jeannine bij hem kwam inwonen, raakte Octaaf zijn job kwijt. De vrouw van de eigenaar wilde er een schoonheidssalon openen. Later opende Octaaf samen met zijn moeder de Kruidenierszaak De Bolle, in de oude bibliotheek van het dorp. Ook hier blijft hij voortdurend fouten maken.
Octaaf maakt regelmatig ruzie met Alberto over onbelangrijke zaken. Tegen mevrouw Jeannine heeft Octaaf dan weer allesbehalve een grote mond. Hij ligt erg onder de plak bij haar en durft ook nauwelijks te reageren wanneer ze hem kleineert. Samson spreekt Octaaf steevast aan als 'Meneer De Raaf'.

### Jeannine De Bolle
Jeannine De Bolle is de moeder van Octaaf De Bolle met wie ze samen een klein winkeltje uitbaat. Ze kleineert Octaaf graag en verklaart Dat heeft ie van mij als hij iets goed doet en Dat heeft ie van z'n vader als hij iets fout doet. Ook zit ze bij de moeder van Alberto in een hobbyclub, maar ze heeft een hekel aan haar omdat ze graag zélf de beste wil zijn. Samson noemt haar 'Mevrouw Praline'.
Naast dat ze heel dominant, ijdel en een roddeltante kan zijn, heeft ze tegelijk ook een warme persoonlijkheid. Ze staat graag voor andere mensen klaar, met name voor Samson, die ze als haar schatje beschouwt.
Samson spreekt haar aan met 'mevrouw Praline'.
Ze neemt het steeds voor haar zoon Octaaf op als hij door anderen dan haarzelf wordt gekleineerd of onrecht aangedaan.

### Miranda De Bolle
Miranda is de speelse tienerdochter van Octaaf De Bolle en maakt samen met hem haar intrede, wanneer ze vlak bij Samson en Gert komen wonen. Ze is een tienermeisje dat houdt van stoere jongens en altijd wel wil meewerken om iemand een poets te bakken.
Over de moeder van Miranda is niets bekend en met haar grootmoeder Jeannine De Bolle kwam Miranda nooit samen in beeld. Ze bleef één jaargang te zien en werd nadien een onzichtbaar personage, dat nog geregeld ter sprake kwam wanneer Octaaf over zichzelf wilde opscheppen (Mijn Miranda zegt dat ook altijd...)
Samson noemt haar "Veranda".

## Familie Mengelmoes

### Jaap Mengelmoes
Jaap Mengelmoes baat een bungalowpark uit dat de naam Camping Zomerparadijs draagt. Als eigenaar van de camping draagt hij een oranje jas met het logo van de camping op de achterkant. Jaap staat vaak achter de balie van de receptie en spreekt daar via een gesloten omroepsysteem dat enkel hij mag bedienen berichten voor de campinggangers in, geeft nieuwtjes door aan de kampeerders en heeft een eigen winkel aan de receptie. Hij is alleen te zien in de vijftien afleveringen van het achttiende seizoen van Samson en Gert, Zomerpret.

### Joop Mengelmoes
Joop Mengelmoes was vanaf 1990 tot 1992 in de televisiereeks te zien. Zijn personage was de buurman van Samson en Gert en een manusje-van-alles die veel klusjes uitvoerde. Na het tweede seizoen verhuisde Joop en kwamen Octaaf De Bolle en Miranda De Bolle in zijn huis wonen.
Door Samson werd Joop, net als Jaap, altijd Meneer Chocomousse genoemd.

## Onzichtbare figuren

### Bobientje
Bobien of Bobientje is het vriendinnetje van Samson. Samson heeft het vaak over haar en in enkele afleveringen heeft hij haar zelfs aan de telefoon, maar ze is nog nooit in beeld geweest.
Bobientje is wel al één keer zichtbaar geweest in een videoclip, namelijk De mooiste dromen wanneer Samson zingt "Ik vond een gouden toverstaf, die ik toen aan Bobientje gaf...". Hierin lijkt ze op Samson met een strikje. Ook in stripalbums van de serie is Bobientje zichtbaar.

### Célestine Van Leemhuyzen
Célestine Van Leemhuyzen is de vrouw van Eugène Van Leemhuyzen, de secretaris op het gemeentehuis van het dorp van Samson en Gert. In enkele afleveringen vernoemt Van Leemhuyzen haar wel bij naam maar ze blijft een onzichtbaar personage. Van Leemhuyzen vernoemt haar vaak wanneer hij zegt O maar dat zal mijn Célestine niet goed vinden hoor!

### Claudine
Claudine is de sopraan van het operagezelschap. Ze verscheen nooit in beeld, maar er is wel geweten dat Alberto verliefd op haar is. Af en toe belt Alberto met Claudine wanneer ze iets regelen voor het operagezelschap.
In de aflevering Alberto verpleger (1993) vertelt Alberto dat hij Claudine ooit ten huwelijk heeft gevraagd. Ze zei niet nee, maar ook niet ja. In de aflevering De schilderles (2000) vertelt Alberto dat Claudine niet verliefd is op hem, maar wel op Helmut Lotti.
Sinds de komst van Frieda Kroket is Claudine naar de achtergrond verdwenen. Eén keer kwam ze nog ter sprake; toen Frieda in de aflevering Frieda is verliefd (2000) haar liefde verklaarde aan Alberto, zei Alberto dat hij niet verliefd was op haar, maar wel op Claudine.

### Fred Kroket
Fred Kroket was tot 2000 de eigenaar van de enige frietkraam in het dorp, gelegen op het dorpsplein. Hierna ging hij rentenieren in Spanje.
Hoewel Fred Kroket nooit in beeld kwam, was er tijdens de eerste seizoenen toch een grap die telkens terugkwam. Fred Kroket belde naar Gert en vroeg of hij geen potten mayonaise of augurken moest hebben. Gert had hier echter nooit behoefte aan en zei dit tegen Fred Kroket. Hierop vroeg Fred aan Gert Ook niet in potten van 5 liter?, waarop Gert telkens fel reageerde: Neen, ook niet in potten van 5 liter!.

### Jean-Louis Michel
Jean-Louis Michel is een zanger en Gerts (liefdes)rivaal. Jean-Louis Michel verscheen nooit in beeld, maar wordt wel in bijna elke aflevering genoemd, bijvoorbeeld als Gert aan Samson vertelt dat Marlèneke met "die prullenvent" naar Parijs is. Ook geeft Jean-Louis Michel vaak juwelen aan Marlèneke.

### Marie
Marie is de huishoudster van meneer de burgemeester. Ze verschijnt nooit in de serie, maar af en toe wordt haar naam wel genoemd.
Volgens de burgemeester houdt Marie niet van feestjes en huisdieren. Verder is bekend dat ze het favoriete kostje van de burgemeester, rijstebrij met bruine suiker of kip met appelmoes, vaak maakt. Alleen als de burgemeester haar zin niet geeft, is ze bereid om dit heel lang niet meer klaar te maken.
Op televisie is ze éénmalig te zien, maar in de strips van Samson en Gert is ze een volwaardig personage.

### Marlèneke
Marlèneke, ook vaak Marlène genoemd, is Gerts vriendinnetje. Marlèneke is een onzichtbaar personage, maar wordt wel in bijna elke aflevering genoemd, of Gert telefoneert veel met haar. In de aflevering E.H.B.O. is ze te horen als ze voor de deur van Samson en Gert staat (maar die zijn niet thuis).
Marlèneke danst op de balletschool en twee mannen vinden haar leuk: Gert en Jean-Louis Michel. Gert noemt Jean-Louis Michel altijd "die prullenvent" en wil zijn naam nooit horen. Gert doet alles wat Marlèneke hem vraagt en geeft er ook alles voor op. Ze wordt snel boos en vindt zichzelf heel belangrijk. Als er iets bij Gert niet deugt in haar ogen, zegt ze altijd dat het bij Jean-Louis Michel beter is.

## Overige personages

### Boer Teun
Boer Teun is een landbouwer die in het dorp van Samson en Gert een boerderij heeft met diverse dieren. De rol wordt vertolkt door Luk D'Heu. Het personage maakte zijn intrede in Katrijntje (aflevering 732). In enkele afleveringen zoals 'Alberto's dierenhotel' (aflevering 433) is Gert op zoek naar dieren en belt hij boer Teun om te vragen of hij enkele dieren mag lenen.

#### Trivia
- Een typische uitspraak van boer Teun is Alle koeienvlaaien nog aan toe!
- In 1997 brengen Samson & Gert het nummer 'Bij Boer Teun' uit; deze staat op het album Samson & Gert 7.

### Frieda Kroket
Frieda Kroket verscheen in 2000 in de serie als nichtje van frituuruitbater Fred Kroket. Ze vervangt Fred die naar Spanje is vertrokken om te rentenieren. Haar catchphrase is: We vliegen erin....PATAT!. Ze is verliefd op Alberto, die ze steevast 'Albertootje' noemt, maar Alberto wil daar niet veel van weten.
Op aandrang van Ketnet werd ze in 2003 uit de serie geschreven omdat ze "te weinig opvoedkundige waarde had".

### Meneer de Minister
Meneer de Minister komt in enkele afleveringen op bezoek. Dit bezoek wordt meestal aangekondigd door de Afgevaardigde van de Minister en meestal worden Meneer de Burgemeester en Van Leemhuyzen hier erg zenuwachtig van. In de aflevering Clown Chokoboki wordt de rol vertolkt door Joris Van Dael. Daarna, van 2003 tot 2005, werd de rol steevast door Luc Meirte gespeeld.
Samson noemt hem Meneer de Sinister.

### Burgemeester Paaltjes
Burgemeester Paaltjes, gespeeld door Sjarel Branckaerts, is een collega-burgemeester van meneer de burgemeester. Hij lacht meneer de burgemeester vaak uit om zijn dorp, maar ziet later in dat zijn dorp niet beter is. Hij gaat meestal gekleed in een bruin kostuum met een stropdas of een strikje en een gleufhoed. Zijn voornaam is Edgar.

### Burgemeester Beestjes
Burgemeester Beestjes werd gespeeld door Fred Van Kuyk en is ook een collega-burgemeester van Modest. Zijn voornaam is Guido en hij is vooral gek op bijzondere dieren.

### Burgemeester Baars
Burgemeester Baars, wiens voornaam Harry is, is ook een collega-burgemeester. Over hem is weinig bekend, behalve dan dat hij er niet van houdt om formeel te zijn als hij met Modest alleen is en ook dat hij de koekjes van wiens huishoudster Marie niet lust. Hij werd gespeeld door Alex Cassiers.